# Menhaden de l'Atlantique
Brevoortia tyrannus
Espèce
Synonymes
- Clupea carolinensis Gronow in Gray, 1854[1]
- Clupea menhaden Mitchill, 1814[1]
- Clupea neglecta Rafinesque, 1818[1]
- Clupea tyrannus Latrobe, 1802[1]

Le Menhaden de l'Atlantique (Brevoortia tyrannus), ou Alose tyran (Québec), est une espèce de poissons pélagiques argentés de la famille des Clupeidae (les harengs). Il présente la particularité de se nourrir de plancton (en filtrant l'eau de mer).

## Systématique
L'espèce Brevoortia tyrannus a été initialement décrite en 1802 par le naturaliste américain Benjamin Henry Latrobe (1764–1820) sous le protonyme de Clupea tyrannus.

## Répartition
Brevoortia tyrannus se rencontre dans l'Atlantique ouest, depuis les côtes de la Nouvelle-Écosse au Canada, jusqu'à l'Indian River (Floride)Indian River (Floride), aux États-Unis. Ce poisson est présent depuis la surface jusqu'à une profondeur de 50 m.

## Description
Brevoortia tyrannus peut mesurer jusqu'à 50 cm et sa maturité sexuelle est atteinte lorsqu'il mesure entre 18 et 32 cm.

## Noms vernaculaires
En français l'espèce Brevoortia tyrannus est appelée Alose tyran, Menhaden ou Menhaden tyran.

## Comportement, alimentation
Il se nourrit de plancton collecté dans la colonne d'eau en filtrant l'eau de mer.
C'est une espèce très grégaire qui se déplaçait en bancs très importants, dont certains faisaient jusqu'à 64 km de long. Ceci en fait une proie intéressante et facile pour la pêche industrielle. Cependant, ce comportement rend également l'espèce très facile à surexploiter.

## Biologie des populations
Le menhaden était très abondant en Atlantique Nord. Il est en régression (voir graphique).

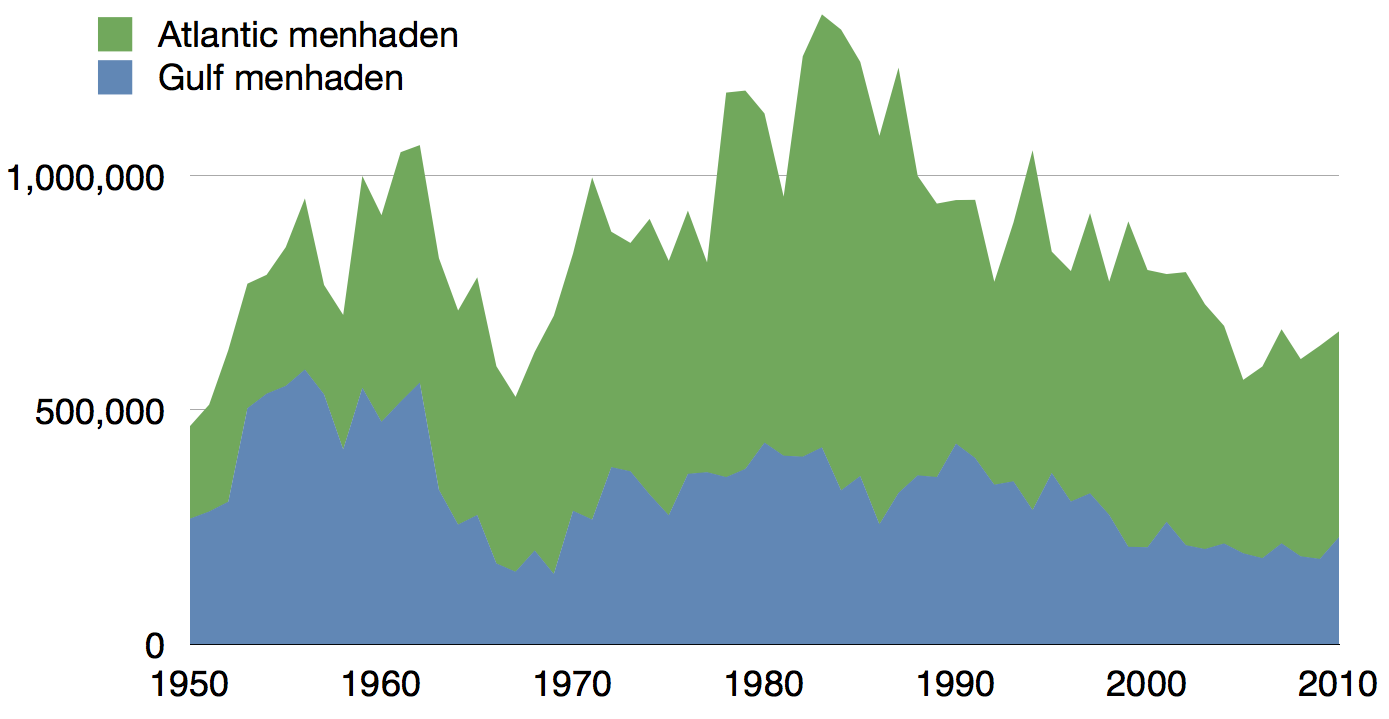
Tonnage pêché de 1950 à nous jours. Durant ce temps, l'effort de pêche a considérablement augmenté en raison de la demande en farine de poisson, pour la pisciculture et les élevages industriels.

## Écologie
Services écosystémiques :

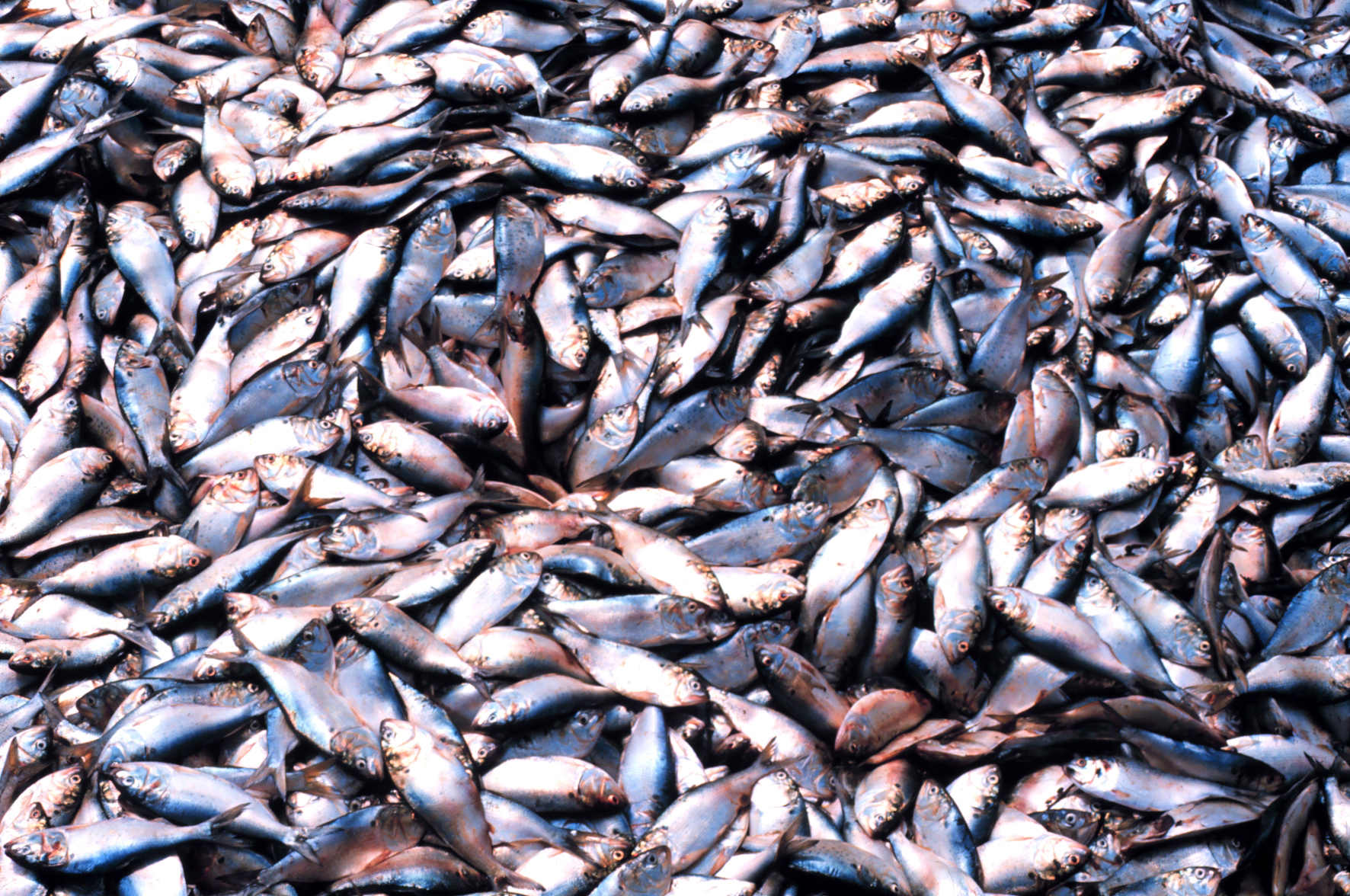
Menhadens de l'Atlantique dans une soute de bateau de pêche minotière. Surpêché, il semble en déclin rapide.

- chaque poisson adulte peut filtrer quinze litres d'eau par minute. Cette espèce joue donc un rôle important dans l'écosystème marin, et est un contrôleur naturel du risque d'efflorescence algale[4].
- c'est un maillon important du réseau trophique, se nourrissant directement de plancton, il est une proie majeure pour beaucoup de prédateurs parmi lesquels le Tassergal, le Bar rayé, la Morue, l'Aiglefin, le Flétan, le Maquereau, l'Espadon et le Thon[4]

Ses populations connues sont en régression depuis le XXe siècle, accélérée depuis quelques décennies par l'extension de la pêche minotière.